# 莫里斯·德·弗拉曼克
莫里斯·德·弗拉曼克（Maurice de Vlaminck，1876年4月4日—1958年10月11日），法国画家。他一开始是后印象派的成员，后经安德烈·德兰介绍加入了野兽派，并成为该流派的主要代表之一。其画风激烈狂暴，与德兰迥然不同。其高峰期的作品以风景和肖像为主，代表作有《洗衣船》（1905）、《红土地》（1908）。